# وانادو
وانادو (من الفرنسية Wanadoo) هي مزود خدمات الانترنت، فرع من فرنسا تيليكوم(من الفرنسية France Telecom) وتتواجد حاليا في العديد من البلدان مثل إسبانيا وتونس وبريطانيا والمغرب وفرنسا. أعيدت تسميتها بأرونج(من الفرنسية Orange)، بما أنٌ فرنسا تلكوم تعزم على جمع كلٌ خدماتها ما عدى الهواتف القارٌة في فرنسا تحت ذلك الاسم. في بعض البلدان لا يزال اسم وانادو هو المستخدم لكن ذلك لن يطول حيث من المنتظر إعادة تسميتها بدورها أرونج.

## التفرعات
توجد شركة وانادو في العديد من البلدان كالجزائر ولبنان والأردن ومدغشقر والمغرب وتونس والسنغال وغينيا الاستوائية كما تتواجد في هولاندا وبريطانيا وفرنسا تحت اسم أورنج.

## وصلات خارجية
- الموقع الرسمي وانادو تونس
- موقع وانا، فرع وانادو بالمغرب

]]